# Francesco Ubertini (ingegnere)
Francesco Ubertini (Perugia, 6 febbraio 1970) è un ingegnere italiano.
Professore ordinario di scienza delle costruzioni dal 2007, dal 2015 al 2021 è stato rettore dell'Università di Bologna.

## Studi e carriera accademica
Si è laureato in ingegneria civile presso l'Università di Bologna, dove ha conseguito anche il titolo di dottore di ricerca in meccanica delle strutture. Dal 2007 è professore ordinario di Scienza delle costruzioni presso la Scuola di Ingegneria e Architettura dell'Alma Mater Studiorum.
È stato direttore del Dipartimento di Ingegneria delle Strutture, dei Trasporti, delle Acque, del Rilevamento, del Territorio (DISTART), dal 2007 al 2010, e del Dipartimento di Ingegneria civile, chimica, ambientale e dei Materiali (DICAM), dal 2010 al 2015.
Nel luglio 2015 è stato eletto rettore dell'ateneo bolognese, restando in carica dal 1º novembre 2015 al 31 ottobre 2021. Da settembre 2021 è il presidente di CINECA Consorzio Interuniversitario. Da novembre 2021 è anche Presidente di IFAB, International Foundation Big Data and Artificial Intelligence for Human Development.
In seguito è stato presidente della International Foundation Big Data and Artificial Intelligence for Human Development (IFAB) e membro dell’Accademia delle Scienze dell’Istituto di Bologna, membro del Consiglio di Amministrazione di Roberto Bucci & C. S.p.A.
Tra i suoi precedenti incarichi, è stato presidente della Fondazione Scuola Universitaria per le Professioni tecniche - Emilia Romagna (Tech University School - SUPER), componente della Giunta CRUI, membro del Board of Rectors di UnaEuropa - University Alliance Europe, membro del Comitato di Indirizzo Fondazione IHEA - ItalianHigherEducation with Africa, membro del Consiglio di Amministrazione del Centro Ceramico, presidente della Fondazione Zeri, presidente della Fondazione Fanti Melloni, presidente della Fondazione Bologna Business School, Presidente di Fibra - Fondazione culturale Italo Brasiliana, presidente del Board dell'Istituto Confucio di Bologna, presidente dell'Osservatorio della Magna Charta, presidente di Uniadrionpresidente della Bononia University Press, membro del Technical Committee on Computational Solid and Structural Mechanics, European Community on Computational Methods in Applied Sciences e membro del Comitato Direttivo del Gruppo Italiano di Meccanica Computazionale (GIMC).
Nel maggio del 2016 ha ricevuto lo Hart Benton Medallion come riconoscimento dei cinquant'anni di relazioni tra l'Università di Bologna e la Indiana University. Nello stesso anno è entrato a far parte dell'Albo d'oro della città di Perugia. Nel 2019 è stato nominato Grande Ufficiale dell'Ordem de Rio Branco, nel 2018 Cavaliere di Gran Croce, Ordine di Sant'Agata, Repubblica di San Marino e Oratore ufficiale in occasione della cerimonia d'ingresso dei Capitani Reggenti e Paul Harris Fellow, Rotary. Nel 2021 è stato insignito della Turrita d'Argento del Comune di Bologna per il “significativo contributo profuso, nel corso del suo intero mandato, per il progresso della Città e l’affermazione anche a livello internazionale dei valori della scienza e conoscenza, identità e destino di Bologna".

## Ricerca
I principali temi di ricerca trattati nel corso della sua attività scientifica sono relativi alla Scienza delle Costruzioni: modellazione numerica e l'analisi strutturale, strutture intelligenti e materiali innovativi, strutture storiche e archeologiche, monitoraggio e diagnostica strutturale.
Ha preso parte a vario titolo a numerosi progetti di ricerca europei e nazionali. Ha presieduto e partecipato ai comitati organizzatori e scientifici di diversi congressi nazionali e internazionali ed è membro di comitati editoriali di svariate riviste internazionali.
Ricopre inoltre il ruolo di revisore esperto per il MIUR, per agenzie nazionali di altri Paesi e per la Commissione europea.

## Pubblicazioni
Numerose sono le pubblicazione di cui è autore: oltre 70 pubblicate su riviste internazionali e oltre 200 su atti di convegni.